# Klisídi
Klisídi, en grec moderne : Κλησίδι, est un village sur l'île d'Anáfi, dans les Cyclades en Grèce.
Selon le recensement de 2011, la population du village compte douze habitants.